# Florence Scovel Shinn
Florence Scovel Shinn (n. 24 septembrie 1871, Camden, New Jersey – d. 17 octombrie 1940, New York, New York) a fost o ilustratoare americană.
Din partea mamei era o americană de „sânge albastru”, fiind o "Mayflower Biddle" și în acest fel rudă cu George Washington, iar stră-străbunicul ei dinspre mamă, Francis Hopkinson, a fost membru al Congresului Continental și semnatar al Declarației de Independență. Tatăl ei a practicat dreptul la Camden.
Florence Scovel Shinn a urmat Friends Central School si a studiat la Academia de Arte Frumoase din Pennsylvania.
În prima parte a carierei ei a ilustrat literatură pentru copii, în cărți și reviste.
A fost căsătorită cu Everett Shinn (1876-1953), care a fost un pictor renumit în acea epocă și pe care l-a cunoscut în timpul studenției. Preocupările lui Everett Shinn nu s-au limitat însă la artele vizuale, ci s-au extins spre teatru. Florence Scovel Shinn la rândul său a jucat rolul principale in cateva piese de teatru la New York. Pasiunea lui Everett Shinn pentru teatru a mers până la a construi un mic teatru în curtea atelierului lor din New York.
În ce-a de-a doua parte a carierei sale, Florence Scovel Shinn a susținut conferințe de metafizică și a scris patru cărți:
- Jocul vieții
- Cuvântul este bagheta ta magică
- Ușa secretă către succes
- Puterea cuvântului rostit

apărute în limba română alături de o scurtă biografie a lui Florence Scovel Shinn la Editura Leda, Cluj-Napoca, 
Scrieri, vol. I: Jocul vieții. Cuvântul este bagheta ta magică, Scrieri, Scrieri, vol. II: Ușa secretă către succes, Puterea cuvântului rostit , Jocul vieții, o ediție dedicată femeilor .
Florence Scovel Shinn explică in cărțile ei cum omul, prin puterea gândului și a cuvântului rostit, prin stările de spirit pe care le trăiește iși poate construi propriul destin. Subliniază că valorile la care un om se raportează se obiectivează in existența acestuia, că gândurile capătă realitate și că un control al destinului poate incepe cu un control al cuvintelor pe care le rostim, iar că lucrurile la care ne gândim cel mai des sunt de fapt credințele noastre, care, mai devreme sau mai târziu se vor împlini. „Nimic nu e prea bun ca să nu fie adevărat. Nimic nu e prea minunat ca să nu se întâmple. Nimic nu e prea bun ca să nu dureze”.